# Leucomium letestui
Leucomium letestui là một loài Rêu trong họ Leucomiaceae. Loài này được Broth. & P. de la Varde mô tả khoa học đầu tiên năm 1925.